# Бун (округ, Иллинойс)
Бун (англ. Boone County) — округ в штате Иллинойс, США. По данным переписи 2010 года численность населения округа составила 54 165 чел., по сравнению с переписью 2000 года оно увеличилось на 29,6 %. Окружной центр округа Бун — город Белвидир.

## История
Округ Бун сформирован в 1837 году из округа Уиннебейго. Название получил в честь первопоселенца Даниэля Буна.
- Территория округа после его формирования

## География
Общая площадь округа — 730,4 км² (282,02 миль²), из которых 727,1 км² (280,72 миль²) или 99,54 % суши и 3,4 км² (1,3 миль²) или 0,46 % водной поверхности.

### Климат
Округ находится в зоне с климатом континентального типа. Температура варьируется в среднем от минимальных -12 °C в январе до максимальных 29 °C в июле. Рекордно низкая температура была зафиксирована в январе 1979 года и составила -29 °C, а рекордно высокая температура была зарегистрирована в июле 1936 года и составила 43 °C. Среднемесячное количество осадков — от 33 мм в феврале до 116 мм в мае.

### Соседние округа
Округ Бун граничит с округами:
- Рок, штат Висконсин — на севере
- Уолуорт, штат Висконсин — на северо-востоке
- Мак-Генри — на востоке
- Де-Калб — на юге
- Огл — на юго-запад
- Уиннебейго — на западе

### Основные автомагистрали
| Автомагистраль                 | Длина      | Начальный пункт  | Конечный пункт      | Год образования |
| ------------------------------ | ---------- | ---------------- | ------------------- | --------------- |
| Межштатная автомагистраль I-90 | 4987,47 км | Сиэтл, Вашингтон | Бостон, Массачусетс | 1956            |
| Шоссе US-20                    | 5415 км    | Ньюпорт, Орегон  | Бостон, Массачусетс | 1926            |
| Трасса Illinois-76             | 25,22 км   | Белвидер         | Бергин, Висконсин   | 1924            |
| Трасса Illinois-173            | 106,54 км  | Зайон            | Мачесни-Парк        | 1924            |

## Населённые пункты
| Населённый пункт | Статус  | Год основания | Площадь | Население (2010) |
| ---------------- | ------- | ------------- | ------- | ---------------- |
| Белвидер         | город   | 1834          | 24 км²  | 25 585 чел.      |
| Гарден-Прейри    | деревня |               |         | 352 чел.         |
| Каледония        | деревня |               | 1,3 км² | 197 чел.         |
| Капрон           | деревня |               | 1,8 км² | 1376 чел.        |
| Лавс-Парк        | город   |               | 38 км²  | 23 996 чел.      |
| Поплар-Гроу      | деревня |               | 12 км²  | 5023 чел.        |
| Тимберлейн       | деревня |               | 3,4 км² | 934 чел.         |
| Черри-Валли      | деревня | 1835          | 26 км²  | 3162 чел.        |

## Демография
По данным переписи населения 2000 года, численность населения в округе составила 41 786 человек, насчитывалось 14 597 домовладений и 11 254 семьи. Средняя плотность населения была 57 чел./км².
Распределение населения по расовому признаку:
- белые — 90,09 %
  - немецкого происхождения — 27,9 %
  - ирландского происхождения — 9,6 %
  - английского происхождения — 7,5 %
  - итальянского происхождения — 6,2 %
  - шведского происхождения — 6,1 %
  - польского происхождения — 5,0 %
- афроамериканцы — 0,9 %
- коренные американцы — 0,29 %
- азиаты — 0,5 %
- латиноамериканцы — 6,67 % и др.

Для 87,9 % жителей родным (первым) языком был английский, для 11,1 % жителей — испанский язык.
Из 14 597 семей 40,1 % имели детей в возрасте до 18 лет, проживающих вместе с родителями, 64,2 % семей — супружеские пары, живущие вместе, 8,7 % — матери-одиночки, а 22,9 % не имели семьи. 19 % всех домовладений состояли из отдельных лиц и в 8 % из них проживали одинокие люди в возрасте 65 лет и старше. Средний размер домохозяйства 2,84 человека, а средний размер семьи — 3,24.
Распределение населения по возрасту:
- до 18 лет — 29,8 %
- от 18 до 24 лет — 7,7 %
- от 25 до 44 лет — 29,9 %
- от 45 до 64 лет — 22 %
- от 65 лет — 10,7 %

Средний возраст составил 34 года. На каждые 100 женщин приходилось 100,2 мужчин. На каждые 100 женщин возрастом 18 лет и старше приходилось 97,6 мужчин.
Средний доход на домовладение — $ 52 397, а средний доход на семью — $ 59 305. Мужчины имеют средний доход от $ 41 992 против $ 25 695 у женщин. Доход на душу населения в округе — $ 21 590. Около 5,1 % семей и 7 % населения находились ниже черты бедности, в том числе 8,7 % из них моложе 18 лет и 5,8 % в возрасте 65 лет и старше.